# Liste der japanischen Orden und Ehrenzeichen
Die chronologische Liste enthält die offiziellen japanischen Orden und Ehrenzeichen, geordnet nach Wichtigkeit.
| Bild          | Deutscher Name              | Japanischer Name        | Einführung        | Auszeichnungsstufen |
| ------------- | --------------------------- | ----------------------- | ----------------- | ------------------- |
|               | Chrysanthemenorden          | Kikkashō (菊花章)       | 27. Dezember 1876 | 2                   |
|               | Orden der Paulownienblüte   | Tōkashō (桐花章)        | 4. Januar 1888    | 1                   |
|               | Orden der Aufgehenden Sonne | Kyokujitsushō (旭日章)  | 10. April 1875    | 6                   |
|               | Orden des Heiligen Schatzes | Zuihōshō (瑞宝章)       | 4. Januar 1888    | 6                   |
|               | Orden der Edlen Krone       | Hōkanshō (宝冠章)       | 4. Januar 1888    | 6                   |
|               | Kulturorden                 | Bunka-kunshō (文化勲章) | 11. Februar 1937  | 1                   |
| Ehrenmedaille | Ehrenmedaille               | Hōshō (褒章)            | 7. Dezember 1881  | 6                   |